# アレックス・オックスレイド＝チェンバレン
アレクサンダー・マーク・デイヴィッド・"アレックス"・オックスレイド＝チェンバレン（Alexander Mark David "Alex" Oxlade-Chamberlain, 1993年8月15日 - ）は、イングランド・ポーツマス出身のサッカー選手。スュペル・リグ・ベシクタシュJK所属。元イングランド代表。ポジションはMF。
父マーク・チェンバレン、叔父ネヴィル・チェンバレンは元サッカー選手。弟クリスティアン・オックスレイド＝チェンバレンもサッカー選手で、イングランド6部のキングズ・リン・タウンFCに所属。

## クラブ経歴

### サウサンプトン
ポーツマスで生まれ、2000年からサウサンプトンFCのユースチームでキャリアをスタートさせ、2010年にトップチーム昇格を果たした。2010年3月2日、サウスエンド・ユナイテッドFC戦において、16歳と199日でプロデビューを果たした。2010-11シーズンの8月10日、フットボールリーグカップのAFCボーンマス戦で自身初のスターティングメンバーに選ばれた。この試合でプロ初ゴールを記録した。

### アーセナル
2011年8月、アーセナルFCへ推定1400万ユーロの移籍金で移籍。9月28日、オリンピアコスFC戦にてUEFAチャンピオンズリーグデビューを果たし、前半8分に先制ゴールを決めている。同ゴールはチームメイトであるセオ・ウォルコットの記録を抜き、チャンピオンズリーグのイングランド人最年少ゴールを塗り替えている。

### リヴァプール
2017年8月31日、リヴァプールFCと長期契約を締結した。2017-18シーズン、10月17日に行われたCLグループステージ第3節のNKマリボル戦で途中出場すると、リヴァプールFC移籍後初ゴールを決めた。11月4日、ウエストハムとの対戦では、移籍後リーグ戦では初ゴールを決めた。12月26日のスウォンジー戦では先発出場すると、スカイ・スポーツの採点で8という高い評価を受けるプレーを見せ、チームの5点目を決め、5-0での勝利に貢献した。チャンピオンズリーグ決勝トーナメント準々決勝、マンチェスター・シティ戦1stレグではリードを広げる貴重なチームの2点目となるミドルシュートを決めるなど3-0での勝利に貢献した。その後もケガにより離脱したエムレ・ジャンが務めていたポジションでほぼレギュラーを掴んでいたが、4月24日に行われたCL準決勝のASローマ戦1stレグで膝の靭帯を損傷、シーズン終了が決まった。約1年後のハダースフィールド戦に後半から途中出場し実戦復帰を果たした。
2019-20シーズンから背番号を15番へ変更した。8月にはチームとの契約を2023年まで延長した。10月23日のKRCヘンク戦で決勝点を含む2ゴールを決め勝利に貢献、次節ホームでの対戦でも1ゴールを決めた。1月29日のウエストハム戦、次節の2月1日のサウサンプトン戦と2連続試合ゴールを決めた。しかしその後は負傷離脱が続き本来のパフォーマンスを発揮できていない。
2022-23シーズンは出場機会が減少した一方、サディオ・マネ、南野拓実、ディヴォック・オリジの放出に伴い前線での起用が増加した。
2023年5月17日、ロベルト・フィルミーノ、ジェイムズ・ミルナー、ナビ・ケイタと共に契約満了でリヴァプールを退団することが発表された。

### ベシクタシュ
2023年8月14日、ベシクタシュJKに加入した。契約期間は3年間。

## 代表経歴
イングランド代表として各年代でプレーしている。2012年5月26日、ノルウェー代表戦でA代表デビューした。2012年10月12日のW杯予選・サンマリノ戦で代表初得点を挙げた。2018年、チャンピオンズリーグのASローマ戦の怪我により同年の2018 FIFAワールドカップへの出場を逃した。2019年11月、EURO2020予選、モンテネグロ戦では代表チームで約3年ぶりとなる先制ゴールを決めて本大会出場に貢献した。

## エピソード
- アーセナル在籍時にウェイン・ルーニーからかつて同じアーセナルに所属し、同じ様なサイドのポジションを担っていたマルク・オーフェルマルスのプレーを参考にするようにアドバイスを受けたが、チェンバレンはオーフェルマルスの存在を知らなかったという[17]。

## 個人成績

### クラブ
2021年6月1日時点
| クラブ         | シーズン | リーグ         | リーグ戦 | リーグ戦 | カップ戦 | カップ戦 | リーグ杯 | リーグ杯 | 国際大会 | 国際大会 | その他 | その他 | 合計 | 合計 |
| クラブ         | シーズン | リーグ         | 出場     | 得点     | 出場     | 得点     | 出場     | 得点     | 出場     | 得点     | 出場   | 得点   | 出場 | 得点 |
| -------------- | -------- | -------------- | -------- | -------- | -------- | -------- | -------- | -------- | -------- | -------- | ------ | ------ | ---- | ---- |
| サウサンプトン | 2009-10  | リーグ1        | 2        | 0        | 0        | 0        | 0        | 0        | -        | -        | 0      | 0      | 2    | 0    |
| サウサンプトン | 2010-11  | リーグ1        | 34       | 9        | 4        | 0        | 2        | 1        | -        | -        | 1      | 0      | 41   | 10   |
| サウサンプトン | 通算     | 通算           | 36       | 9        | 4        | 0        | 2        | 1        | -        | -        | 1      | 0      | 43   | 10   |
| アーセナル     | 2011-12  | プレミアリーグ | 16       | 2        | 3        | 0        | 3        | 1        | 4        | 1        | 0      | 0      | 26   | 4    |
| アーセナル     | 2012-13  | プレミアリーグ | 25       | 1        | 2        | 0        | 2        | 1        | 4        | 0        | 0      | 0      | 33   | 2    |
| アーセナル     | 2013-14  | プレミアリーグ | 14       | 2        | 4        | 1        | 0        | 0        | 2        | 0        | 0      | 0      | 20   | 3    |
| アーセナル     | 2014-15  | プレミアリーグ | 23       | 1        | 3        | 0        | 1        | 0        | 9        | 2        | 1      | 0      | 37   | 3    |
| アーセナル     | 2015-16  | プレミアリーグ | 22       | 1        | 3        | 0        | 1        | 1        | 7        | 1        | 1      | 1      | 33   | 3    |
| アーセナル     | 2016-17  | プレミアリーグ | 29       | 2        | 6        | 0        | 3        | 3        | 7        | 1        | 0      | 0      | 45   | 6    |
| アーセナル     | 2017-18  | プレミアリーグ | 3        | 0        | -        | -        | -        | -        | -        | -        | 1      | 0      | 4    | 0    |
| アーセナル     | 通算     | 通算           | 132      | 9        | 21       | 1        | 11       | 7        | 31       | 5        | 3      | 1      | 198  | 20   |
| リヴァプール   | 2017-18  | プレミアリーグ | 32       | 3        | 2        | 0        | 1        | 0        | 7        | 2        | 0      | 0      | 42   | 5    |
| リヴァプール   | 2018-19  | プレミアリーグ | 2        | 0        | 0        | 0        | 0        | 0        | 0        | 0        | 0      | 0      | 2    | 0    |
| リヴァプール   | 2019-20  | プレミアリーグ | 30       | 4        | 2        | 0        | 2        | 1        | 5        | 3        | 4      | 0      | 43   | 8    |
| リヴァプール   | 2020-21  | プレミアリーグ | 13       | 1        | 1        | 0        | 0        | 0        | 3        | 0        | 0      | 0      | 17   | 1    |
| リヴァプール   | 通算     | 通算           | 77       | 8        | 5        | 0        | 3        | 1        | 15       | 5        | 4      | 0      | 104  | 14   |
| 総通算         | 総通算   | 総通算         | 245      | 26       | 30       | 1        | 16       | 7        | 46       | 9        | 8      | 1      | 345  | 44   |

## 代表歴

### 出場大会
- イングランド代表
  - 2014 FIFAワールドカップ

### 試合数
- 国際Aマッチ 35試合 7得点（2012年-2019年）[18]

| イングランド代表 | 国際Aマッチ | 国際Aマッチ |
| 年               | 出場        | 得点        |
| ---------------- | ----------- | ----------- |
| 2012             | 9           | 1           |
| 2013             | 4           | 2           |
| 2014             | 7           | 1           |
| 2015             | 4           | 1           |
| 2017             | 6           | 1           |
| 2018             | 2           | 0           |
| 2019             | 3           | 1           |
| 通算             | 35          | 7           |

## タイトル

### クラブ
アーセナルFC
- FAカップ : 2013-14, 2014-15, 2016-17
- FAコミュニティ・シールド : 2014, 2015, 2017

リヴァプールFC
- UEFAチャンピオンズリーグ : 2018-19
- UEFAスーパーカップ : 2019
- FIFAクラブワールドカップ : 2019
- プレミアリーグ : 2019-20

### 個人
- PFA年間ベストイレブン : 2010-11